# Husum (Niedersachsen)
 Ikke at forveksle med Husum.
Husum er en kommune med godt 2.300 indbyggere (2012) beliggende syd for Nienburg mod sydøst i Landkreis Nienburg/Weser i den tyske delstat Niedersachsen.

## Geografi
Husum er en del af samtgemeinde Mittelweser beliggende øst for floden Weser i naturparken Steinhuder Meer, nord for selve søen Steinhuder Meer.

### Inddeling
I kommunen Husum ligger landsbyerne:
- Bolsehle
- Groß Varlingen
- Husum
- Schessinghausen